# Мошоая (комуна)
Мошоая (рум. Moșoaia) — комуна у повіті Арджеш в Румунії. До складу комуни входять такі села (дані про населення за 2002 рік):
- Бетринь (229 осіб)
- Дялу-Віїлор (358 осіб)
- Лезерешть (174 особи)
- Мошоая (1163 особи)
- Смеура (1211 осіб)
- Хінцешть (585 осіб)
- Чокеней (593 особи)

Комуна розташована на відстані 112 км на північний захід від Бухареста, 6 км на південний захід від Пітешть, 95 км на північний схід від Крайови, 111 км на південний захід від Брашова.

## Населення
За даними перепису населення 2002 року у комуні проживали 4313 осіб.
Національний склад населення комуни:
| Національність | Кількість осіб | Відсоток |
| -------------- | -------------- | -------- |
| румуни         | 4285           | 99,4%    |
| цигани         | 23             | 0,5%     |
| угорці         | 1              | < 0,1%   |

Рідною мовою назвали:
| Мова      | Кількість осіб | Відсоток |
| --------- | -------------- | -------- |
| румунська | 4304           | 99,8%    |
| циганська | 4              | 0,1%     |
| угорська  | 1              | < 0,1%   |

Склад населення комуни за віросповіданням:
| Релігія       | Кількість осіб | Відсоток |
| ------------- | -------------- | -------- |
| православні   | 4300           | 99,7%    |
| римо-католики | 8              | 0,2%     |
| адвентисти    | 3              | 0,1%     |
| лютерани      | 2              | < 0,1%   |